# 1752 год в музыке

## События
- 3 февраля — в Меце (Лотарингия) открылся оперный театр Opéra-Théâtre de Metz Métropole, старейший во Франции и один из старейших в Европе.
- 13 июня — композитор Мария Тереза Аньези вышла замуж за Пьера Антонио Пиноттини.
- 25 сентября — Антонио Солер становится органистом в Эскориале[1].
- 3 ноября — в больнице Гая (англ. Guys' Hospital) в Лондоне Георгу Фридриху Генделю сделана операция на глазах (возможно, чтобы удалить катаракту)[1].
- Кристоф Виллибальд Глюк становится концертмейстером в Вене.
- Художник Томас Гейнсборо присоединиться к Музыкальному обществу Ипсвича (англ. Ipswich Musical Society); позже он рисует портрет английского композитора Джозефа Гиббса[англ.].
- Никола Порпора покидает Дрезден, переезжая в Вену.
- Иоганн Вильгельм Гертель[англ.] сменил отца, Иоганна Кристиана Гертеля в должности капельмейстера при дворе княжества Мекленбург-Штрелиц.
- Антон Каэтан Адльгассер женится на дочери придворного органиста Иоганна Эрнста Эберлина.
- Фердинандо Бертони стал первым органистом собора Святого Марка в Венеции.

## Публикации
- Чарльз Ависон[англ.] — «Эссе о музыкальной выразительности» (англ. Essay on Musical Expression).
- Иоганн Иоахим Кванц — трактат «Опыт наставления по игре на поперечной флейте» (нем. «Versuch einer Anweisung die Flöte traversiere zu spielen», Берлин).

## Классическая музыка
- Георг Фридрих Гендель — оратория Jephtha.

## Опера
- Жан Батист Кардонн[англ.] — Amaryllis (пастораль)
- Жан-Жак Руссо — «Деревенский колдун[англ.]».

## Родились
- 24 января — Муцио Клементи, английский композитор, пианист и педагог, итальянский происхождения (умер в 1832).
- 12 февраля — Йозеф Рейха[англ.], чешский виолончелист, композитор и дирижёр, дядя Антонина Рейха (умер в 1795).
- 4 апреля — Николо Антонио Дзингарелли, итальянский композитор (умер в 1837).
- 5 апреля — Себастьян Эрар, французский мастер музыкальных инструментов немецкого происхождения, основатель одноимённой фирмы (умер в 1831).
- 2 мая (крещён) — Людвиг Август Лебрен, немецкий гобоист-вирутоз и композитор (умер в 1790).
- 14 мая — Юлиане Рейхардт[англ.], чешская пианистка, певица и композитор (умерла в 1783).
- 31 мая — Джон Марш[англ.], английский композитор, мемуарист и писатель (умер в 1828).
- 8 сентября — Карл Стенборг, шведский оперный певец-тенор, актёр, композитор, директор театра (умер в 1813).
- 30 сентября — Юстин Генрих Кнехт, немецкий композитор, органист и капельмейстер (умер в 1817).
- 22 октября — Амброджо Минойя, итальянский композитор и клавесинист (умер в 1825).
- 25 ноября — Иоганн Фридрих Рейхардт, немецкий композитор, музыкальный критик и издатель писатель, капельмейстер (умер в 1814).
- дата неизвестна — Абрахам Вуд[англ.], американский военный барабанщик и композитор (умер в 1804).

## Умерли
- 1 января — Шах Абдул Латиф Бхиттаи, индийский (народ синдхи) суфийский учёный, мистик, святой, поэт и музыкант (род. в 1689).
- 7 марта — Пьетро Каструччи (итал. Pietro Castrucci), итальянский скрипач и композитор (род. в 1679).
- 19 июня — Иероним Альбрехт Хасс[англ.], немецкий музыкальный мастер, известный своими клавикордами и клавесинами (род. в 1689).
- 20 июля — Иоганн Кристоф Пепуш, английский композитор и музыкальный теоретик немецкого происхождения (род. в 1667).
- 24 июля — Майкл Кристиан Фестинг[англ.], английский скрипач-виртуоз и композитор (род. в 1705).
- дата неизвестна — Антон Вильгельм Солниц[нем.], немецко-чешский композитор (род. около 1708).